# 下阿萊訥
下阿莱讷（法語：Basse-Allaine，發音：[bas alɛn]）是瑞士汝拉州的一个市镇。该市镇总面积为22.97平方千米，截至2018年12月31日总人口为1,229人。